# منية الرصافة
منية الرصافة هو جناح في بلنسية ينتمي إلى مقاطعة إيكسامبل. كان عدد سكانها 42.180 نسمة اعتبارًا من عام 2015.
تم بناء المنطقة من قبل عبد الرحمن الداخل بضاحية قرطبة في فترة الدولة الأموية في الأندلس، حيث جعلها مقرًا صيفيًا له لارتفاعها عن قرطبة بالإضافة إلى إطلالتها على نهر الوادي الكبير، الذي يجتازها في القرن الثامن الميلادي، تخليدًا لذكرى جده هشام بن عبد الملك باني رصافة سوريا، لم يبق لها أثر في القرن العشرين، حيث قامت الحكومة الإسبانية بهدمها وبناء سوق كبير مكانها، أطلقت عليه اسم (الرصافة).
‌